# Австралия на зимних Олимпийских играх 1992
Австралия принимала участие в Зимних Олимпийских играх 1992 года в Альбертвиле (Франция) в двенадцатый раз за свою историю, но не завоевала ни одной медали. Сборная страны состояла из 22 спортсменов (15 мужчин, 7 женщин), которые выступили в соревнованиях по горнолыжному спорту, биатлону, бобслею, лыжным гонкам, фигурному катанию, конькобежному спорту, санному спорту, шорт-треку и фристайлу.

## Состав и результаты олимпийской сборной Австралии

### Бобслей
Спортсменов — 2
Мужчины
| Соревнование | Спортсмены                  | 1 заезд   | 1 заезд | 2 заезд   | 2 заезд | 3 заезд   | 3 заезд | 4 заезд   | 4 заезд | Итоговый результат | Итоговое место |
| Соревнование | Спортсмены                  | Результат | Место   | Результат | Место   | Результат | Место   | Результат | Место   | Итоговый результат | Итоговое место |
| ------------ | --------------------------- | --------- | ------- | --------- | ------- | --------- | ------- | --------- | ------- | ------------------ | -------------- |
| Двойки       | Пауль Нарракотт Глен Тёрнер | 1:02.17   | 28      | 1:02,61   | 31      | 1:02,81   | 31      | 1:02,66   | 29      | 4:10,25            | 30             |